# Якобс, Юриан
Юриан Якобс  (нидерл. Juriaen Jacobsz, также Якобсен; 17 декабря 1624, Гамбург — 1685[…], Леуварден) — североевропейский художник.

## Биография
Родился в 1624 году в Гамбурге. Первоначальное образование в области живописи, видимо, получил там, и там же начал свою карьеру профессионального живописца. Не позднее 1652 года переехал в Антверпен, где стал учеником Франса Снейдерса. Около 1658/1659 года переехал из Антверпена (в Испанских Нидерландах) в Амстердам (в независимых Нидерландах). Не позднее 1665 года из Амстердама переехал в Леуварден, где проживал в течение следующих 20 лет, работая при дворе штатгальтера Фрисландии Генриха Казимира II Нассау-Дицкого.
Скончался Якобс в 1685 году в Леувардене.

## Биография согласноЭСБЕ
Юриан Якобс (также Якобсен; Jacobsz, Jacobsen, 1630—64) — фламандский живописец, ученик Франса Снейдерса. Долго работал у этого мастера, а потом жил в Амстердаме и, наконец, в Лейвардене. Перед этим, по всей вероятности, предпринимал значительные путешествия и посетил, между прочим, Швейцарию. Отлично писал животных и очень неважно — исторические сюжеты. К числу наиболее удачных его произведений принадлежат две картины, изображающие в различной композиции «Нападение собак на кабана» — одна из Дрезденской галереи, другая в Копенгагенском музее.— Якобс, Юриан // Энциклопедический словарь Брокгауза и Ефрона : в 86 т. (82 т. и 4 доп.). — СПб., 1890—1907.

## Галерея

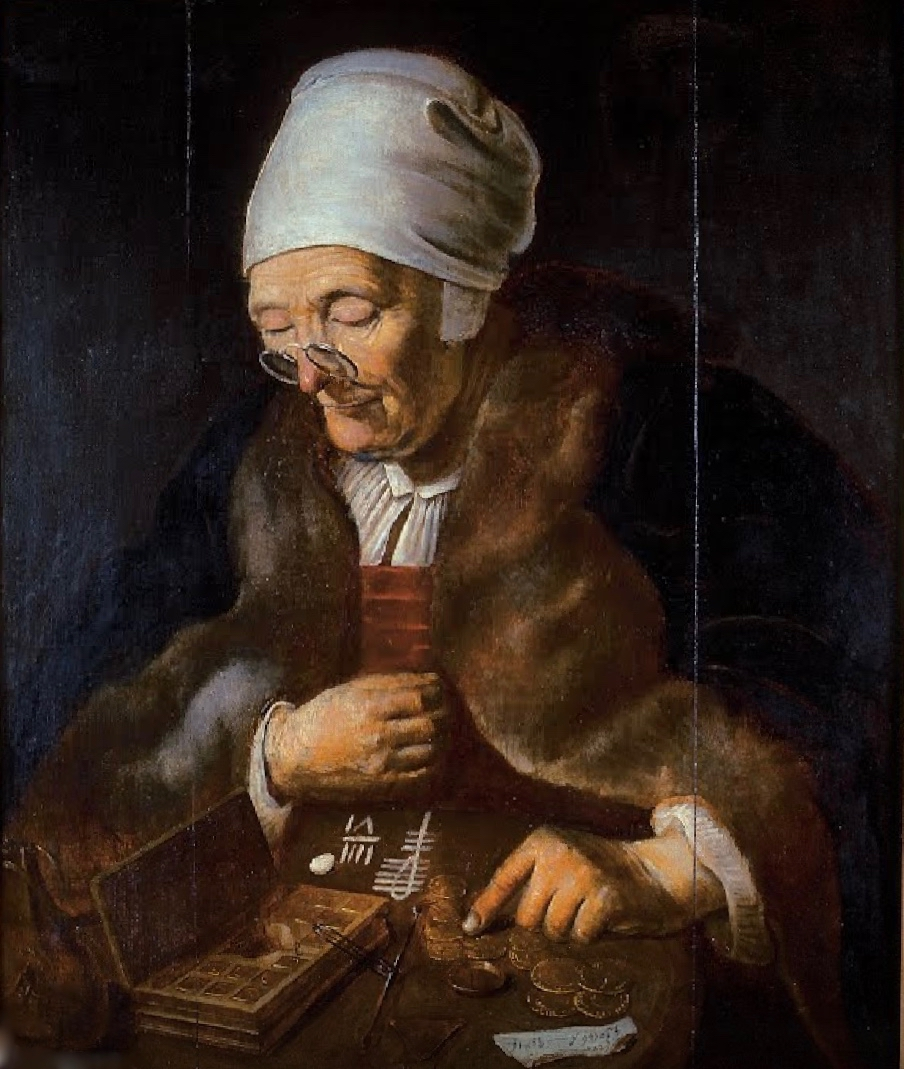
Старуха, считающая деньги, 1646, Музей истории Гамбурга
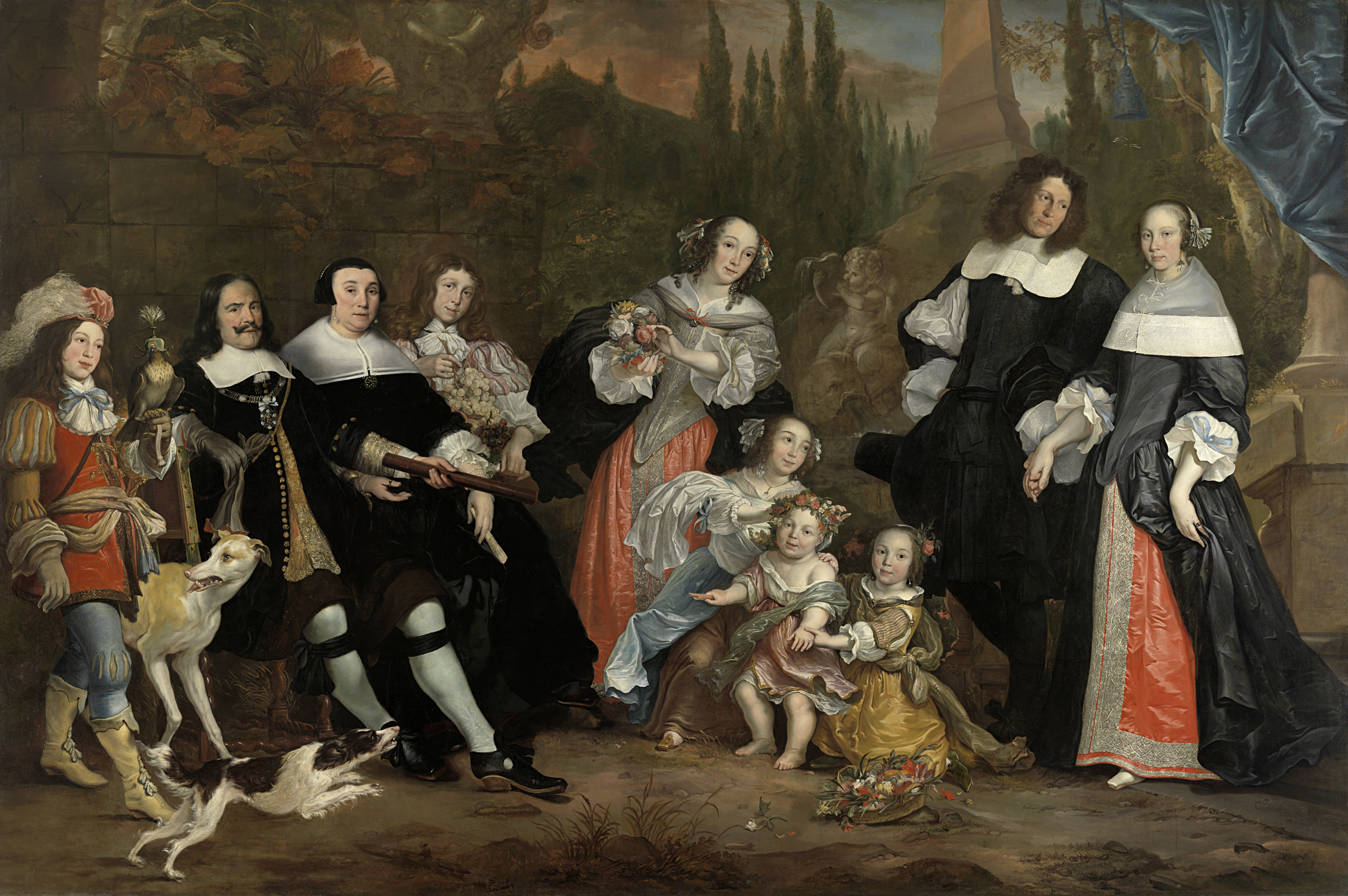
Национальный герой Нидерландов адмирал де Рюйтер в кругу семьи, 1662, Рейксмюсеум, Амстердам
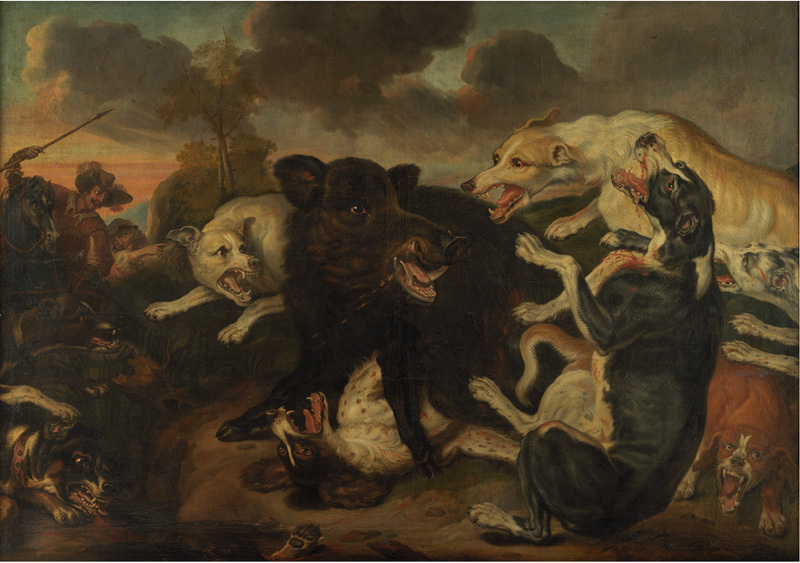
Охота на кабана, 1677, Государственный музей искусств, Копенгаген
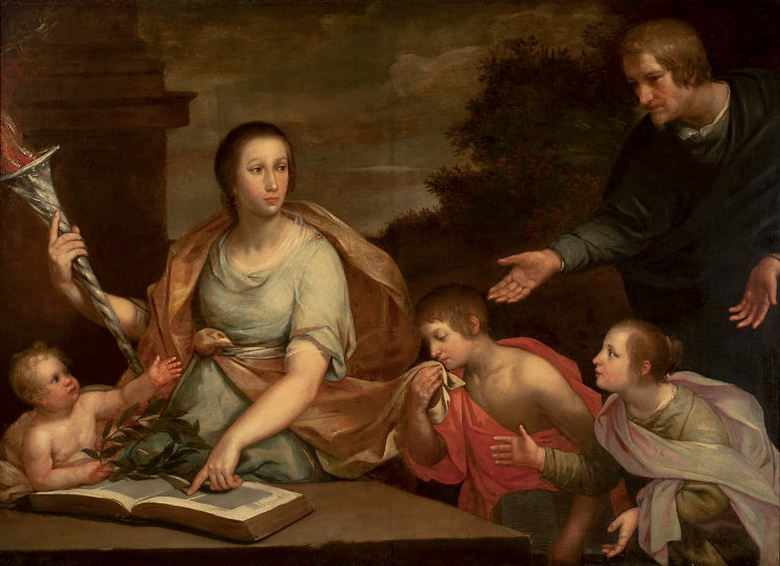
Аллегория педагогики, Национальный музей (Варшава)